# Fernorchester
Een Fernorchester (Duits voor: orkest op afstand) is een groep musici (vaak koperblazers) die zo ver mogelijk buiten het grote orkest worden opgesteld. De bedoeling van zo'n Fernorchester is dat echo-effecten kunnen worden gespeeld, of dat er een ruimtelijker werking ontstaat in de zaal.

## Voorbeelden
In de muziek van Richard Wagner (met name in diens opera's) en Gustav Mahler (diens symfonieën) zijn diverse voorbeelden van Fernorchesters te vinden. Hoewel het lijkt dat het fenomeen Fernorchester een 19e-eeuwse uitvinding is, komt dit ook al voor in veel oudere muziek, in bijvoorbeeld de vorm van een coro spezzato (een koor op afstand) in de renaissancemuziek. In de Venetiaanse School was dit effect ook al bekend. Mozart schreef een werk voor vier orkesten (een Notturno, namelijk de Serenade nr. 8 in D majeur KV286), waarbij twee orkesten de functie van Fernorchester hadden.